# Baliakandi
Baliakandi (en bengali : বালিয়াকান্দি) est une upazila du Bangladesh dans le district de Rajbari. En 1991, on y dénombrait 163 191 habitants.